# Рольф Мільзер
Рольф Мільзер (нім. Rolf Milser, 28 червня 1951) — німецький важкоатлет.
Олімпійський чемпіон 1984 року в категорії до 100 кг, учасник 1972, 1976 років.
Чемпіон світу 1978 (до 90 кг), 1984 (до 100 кг) років, срібний призер 1977 (до 90 кг), 1979 (до 90 кг) років, бронзовий призер 1974 року в категорії до 82,5 кг.